# Box-office 2002 au Canada et aux États-Unis
Cet article traite du box-office de 2002 au Canada et aux États-Unis.

## Classement
| Rang | Titre                                        | Pays | Réalisateur                    | Budget en USD | Recettes      | Week End |
| ---- | -------------------------------------------- | ---- | ------------------------------ | ------------- | ------------- | -------- |
| 1.   | Spider-Man                                   |      | Sam Raimi                      | 200 000 000   | 403 706 375 $ | 16 (fin) |
| 2.   | Le Seigneur des anneaux : Les Deux Tours     |      | Peter Jackson                  | 250 000 000   | 339 789 881 $ | 36 (fin) |
| 3.   | Star Wars, épisode II : L'Attaque des clones |      | George Lucas                   | 115 000 000   | 302 191 252 $ | 25 (fin) |
| 4.   | Harry Potter et le Chambre des Secrets       |      | Chris Columbus                 |               | 261 988 482 $ | 25 (fin) |
| 5.   | Mariage à la grecque                         |      | John Corbett                   |               | 241 438 208 $ | 52 (fin) |
| 6.   | Signes                                       |      | M. Night Shyamalan             |               | 227 966 634 $ | 27 (fin) |
| 7.   | Men in Black II                              |      | Barry Sonnenfeld               |               | 190 418 803 $ | 9 (fin)  |
| 8.   | L'Âge de glace                               |      | Carlos Saldanha et Chris Wedge |               | 176 387 405 $ | 25 (fin) |
| 9.   | Austin Powers dans Goldmember                |      | Jay Roach                      |               | 173 307 889 $ | 36 (fin) |
| 10.  | Chicago                                      |      | Rob Marshall                   |               | 170 687 518 $ | 21 (fin) |
| 11.  | Arrête-moi si tu peux                        |      | Steven Spielberg               | 52 000 000    | 164 615 351 $ | 23 (fin) |
| 12.  | Meurs un autre jour                          |      | Lee Tamahori                   | 140 000 000   | 160 942 139 $ | 20 (fin) |
| 13.  | Scooby-Doo                                   |      | Raja Gosnell                   |               | 160 314 631 $ | 22 (fin) |
| 14.  | Lilo et Stitch                               |      | Dean DeBlois et Chris Sanders  |               | 145 794 338 $ | 23 (fin) |
| 15.  | xXx                                          |      | Rob Cohen                      | 70 000 000    | 142 109 382 $ | 19 (fin) |
| 16.  | Hyper Noël                                   |      | Michael Lembeck                |               | 139 421 880 $ | 14 (fin) |
| 17.  | Minority Report                              |      | Steven Spielberg               | 102 000 000   | 132 072 926 $ | 19 (fin) |
| 18.  | Le Cercle                                    |      | Gore Verbinski                 | 58 000 000    | 129 128 133 $ | 22 (fin) |
| 19.  | Fashion victime                              |      | Andy Tennant                   |               | 127 223 418 $ | 21 (fin) |
| 20.  | Les Aventures de Mister Deeds                |      | Steven Brill                   |               | 126 293 452 $ | 22 (fin) |
| 21.  | La Mémoire dans la peau                      |      | Doug Liman                     |               | 121 661 683 $ | 23 (fin) |
| 22.  | La Somme de toutes les peurs                 |      | Phil Alden Robinson            |               | 121 661 683 $ | 14 (fin) |
| 23.  | 8 Mile                                       |      | Curtis Hanson                  |               | 116 750 901 $ | 18 (fin) |
| 24.  | Les Sentiers de la perdition                 |      | Sam Mendes                     | 80 000 000    | 104 454 762 $ | 16 (fin) |

## Classement par Week End
| #  | Date              | Film no 1                                           | Recettes      |
| -- | ----------------- | --------------------------------------------------- | ------------- |
| 1  | 4 janvier 2002    | Le Seigneur des anneaux : La Communauté de l'anneau | 23 006 447 $  |
| 2  | 11 janvier 2002   | Le Seigneur des anneaux : La Communauté de l'anneau | 16 201 260 $  |
| 3  | 18 janvier 2002   | La Chute du faucon noir                             | 28 611 736 $  |
| 4  | 25 janvier 2002   | La Chute du faucon noir                             | 17 012 268 $  |
| 5  | 1er février 2002  | La Chute du faucon noir                             | 11 112 555 $  |
| 6  | 8 février 2002    | Dommage collatéral                                  | 15 058 432 $  |
| 7  | 15 février 2002   | John Q                                              | 20 275 194 $  |
| 8  | 22 février 2002   | La Reine des damnés                                 | 14 757 535 $  |
| 9  | 1er mars 2002     | Nous étions soldats                                 | 20 212 543 $  |
| 10 | 8 mars 2002       | La Machine à explorer le temps                      | 22 610 437 $  |
| 11 | 15 mars 2002      | L'Âge de glace                                      | 46 312 454 $  |
| 12 | 22 mars 2002      | Blade 2                                             | 32 528 016 $  |
| 13 | 29 mars 2002      | Panic Room                                          | 30 056 751 $  |
| 14 | 5 avril 2002      | Panic Room                                          | 18 244 157 $  |
| 15 | 12 avril 2002     | Dérapages incontrôlés                               | 17 128 062 $  |
| 16 | 19 avril 2002     | Le Roi Scorpion                                     | 36 075 875 $  |
| 17 | 26 avril 2002     | Le Roi Scorpion                                     | 18 038 270 $  |
| 18 | 3 mai 2002        | Spider-Man                                          | 114 844 116 $ |
| 19 | 10 mai 2002       | Spider-Man                                          | 71 417 527 $  |
| 20 | 17 mai 2002       | Star Wars, épisode II : L'Attaque des clones        | 80 027 814 $  |
| 21 | 24 mai 2002       | Star Wars, épisode II : L'Attaque des clones        | 47 880 532 $  |
| 22 | 31 mai 2002       | La Somme de toutes les peurs                        | 31 178 526 $  |
| 23 | 7 juin 2002       | La Somme de toutes les peurs                        | 19 230 111 $  |
| 24 | 14 juin 2002      | Scooby-Doo                                          | 54 155 312 $  |
| 25 | 21 juin 2002      | Minority Report                                     | 35 677 125 $  |
| 26 | 28 juin 2002      | Les Aventures de Mister Deeds                       | 37 162 787 $  |
| 27 | 5 juillet 2002    | Men in Black II                                     | 52 148 751 $  |
| 28 | 12 juillet 2002   | Men in Black II                                     | 24 410 311 $  |
| 29 | 19 juillet 2002   | Les Sentiers de la perdition                        | 15 412 515 $  |
| 30 | 26 juillet 2002   | Austin Powers dans Goldmember                       | 73 071 188 $  |
| 31 | 2 aout 2002       | Signes                                              | 60 117 080 $  |
| 32 | 9 aout 2002       | xXx                                                 | 44 506 103 $  |
| 33 | 16 aout 2002      | xXx                                                 | 22 111 421 $  |
| 34 | 23 aout 2002      | Signes                                              | 14 360 193 $  |
| 35 | 30 aout 2002      | Signes                                              | 16 514 899 $  |
| 36 | 6 septembre 2002  | Swimfan, la fille de la piscine                     | 12 430 924 $  |
| 37 | 13 septembre 2002 | Barbershop                                          | 21 084 661 $  |
| 38 | 20 septembre 2002 | Barbershop                                          | 13 308 751 $  |
| 39 | 27 septembre 2002 | Fashion victime                                     | 37 466 993 $  |
| 40 | 4 octobre 2002    | Dragon rouge                                        | 36 540 945 $  |
| 41 | 11 octobre 2002   | Dragon rouge                                        | 17 605 753 $  |
| 42 | 18 octobre 2002   | Le Cercle                                           | 15 030 636 $  |
| 43 | 25 octobre 2002   | Jackass, le film                                    | 22 709 813 $  |
| 44 | 1er novembre 2002 | Hyper Noël                                          | 29 019 881 $  |
| 45 | 8 novembre 2002   | 8 Mile                                              | 51 240 555 $  |
| 46 | 15 novembre 2002  | Harry Potter et la Chambre des secrets              | 87 690 813 $  |
| 47 | 22 novembre 2002  | Meurs un autre jour                                 | 47 441 713 $  |
| 48 | 29 novembre 2002  | Harry Potter et la Chambre des secrets              | 32 165 192 $  |
| 49 | 6 décembre 2002   | Meurs un autre jour                                 | 13 817 991 $  |
| 50 | 13 décembre 2002  | Coup de foudre à Manhattan                          | 19 061 001 $  |
| 51 | 20 décembre 2002  | Le Seigneur des anneaux : Les Deux Tours            | 62 007 528 $  |
| 52 | 27 décembre 2002  | Le Seigneur des anneaux : Les Deux Tours            | 48 925 913 $  |